# Telefe
Televisión Federal S.A., được biết đến nhiều hơn với tên Telefe và sau này là TLF là một mạng lưới truyền hình Argentina thuộc sở hữu của Telefónica, Trước đây gọi là Canal Once, một hệ thống do nhà nước quản lý, sau đó đã được tư nhân hóa và được thiết lập thành Telefe vào năm 1989 khi Grupo Atlántida (80%) và News Corporation (20%) tiếp quản kênh. Từ năm 1997, nó thuộc sở hữu của Telefónica. Nó có trụ sở tại Buenos Aires, Argentina.
Dưới dự lãnh đạo của Gustavo Yankelevich, mạng lưới này đã trở thành kênh được xem nhiều nhất ở Argentina và được xếp số một kể từ năm 1990 (trong một vài năm, kênh này phải cạnh tranh với El Trece). Yankelevich đã giữ cương vị này cho đến năm 2000 khi Claudio Villarruel thay thế ông.
Vào tháng 11 năm 2016, mạng lưới này đã được thu mua bởi tập đoàn truyền thông Mỹ Paramount Global với giá 345 triệu đô la Mỹ.